# Mohamed Ismail Ahmed Ismail
Mohamed Ismail Ahmed Ismail (en árabe: محمد إسماعيل أحمد إسماعيل‎; Temara, Marruecos; 7 de julio de 1983) es un futbolista marroquí nacionalizado emiratí que juega en la demarcación de defensa para el Al Ain FC en la Liga Árabe del Golfo

## Selección nacional
Debutó con la selección de fútbol de Emiratos Árabes Unidos el 14 de noviembre de 2012 en un encuentro amistoso contra Estonia que finalizó con un resultado de 2-1 a favor del combinado emiratí tras los goles de Hamdan Al-Kamali y Ali Mabkhout para los Emiratos Árabes Unidos, y de Jarmo Ahjupera para el combinado estonio. Además disputó varios encuentros de la Copa de Naciones del Golfo de 2014, de la Copa Asiática 2015 y de la Copa de Naciones del Golfo de 2017.

## Clubes
| Club      | País                   | Año    | Partidos | Goles |
| --------- | ---------------------- | ------ | -------- | ----- |
| Al Ain FC | Emiratos Árabes Unidos | 2018 - | 262      | 25    |